# Musculi levatores costarum
Die Musculi levatores costarum (lateinisch für „Rippenheber“, Singular Musculus levator costae) sind eine Gruppe kurzer Skelettmuskeln, die zur „ortsständigen Rückenmuskulatur“ gehören. Sie ziehen von den Rippen zu Querfortsätzen weiter kopfwärts liegender Wirbel. Beim Menschen sind 12 solcher Muskelpaare ausgebildet, die zwischen letzten Hals- und elften Brustwirbel Ansatz finden. Sie überspringen dabei ein Wirbelsegment (Musculi levatores costarum breves, „kurze Rippenheber“). Die unteren vier teilen sich in zwei Stränge, von denen einer zwei Segmente überspringt. Diese werden „lange Rippenheber“ (Musculi levatores costarum longi) genannt.
Der Name dieser Muskeln ist irreführend, denn sie „heben“ nicht die Rippen, sondern ziehen den Wirbelkörper nach unten und vollziehen somit bei einseitiger Kontraktion eine Seitwärtsbeugung und bei beidseitiger Kontraktion ein Aufrichten der Wirbelsäule (Dorsalextension).